# Gelena Topilina
Gelena Topilina est une nageuse synchronisée russe née le 11 janvier 1994 à Moscou. Elle remporte la médaille d'or du ballet aux Jeux olympiques d'été de 2016 à Rio de Janeiro.